# Eurydice rotundicauda
Eurydice rotundicauda là một loài chân đều trong họ Cirolanidae. Loài này được Norman miêu tả khoa học năm 1906.